# Ernesto Novelo Torres

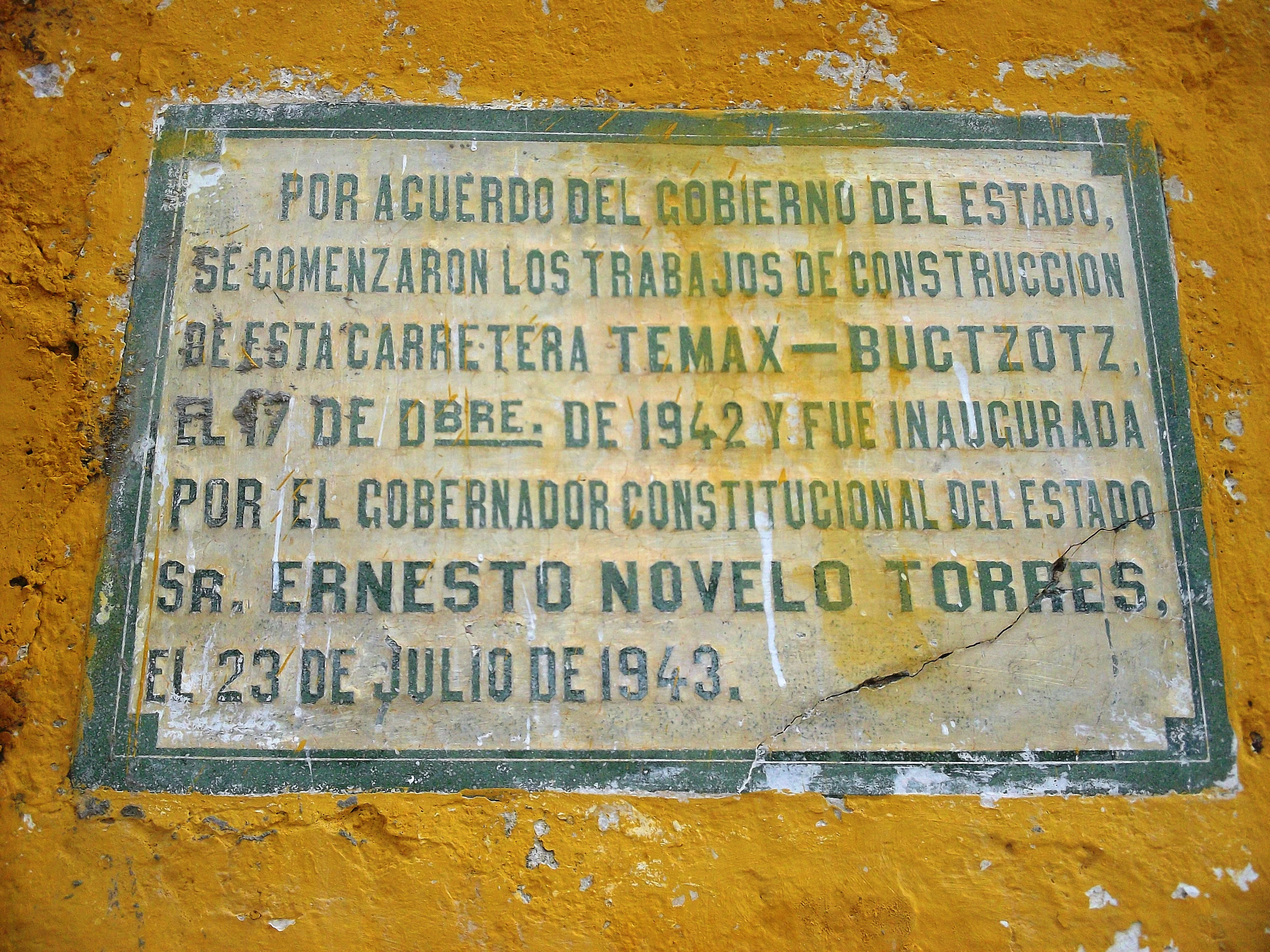
Carretera Buctzotz-Temax inaugurada por Ernesto Novelo Torres.

Ernesto Novelo Torres (Valladolid, Yucatán; 1895 - Mérida, Yucatán; 1968) fue un político mexicano, miembro del Partido Revolucionario Institucional. Fue gobernador de Yucatán entre 1942 y 1946. Sobrino del escritor José Inés Novelo.

## Datos biográficos
Vivió en la ciudad de Mérida desde muy joven, habiendo estudiado para ejercer el sacerdocio en el Seminario Conciliar de San Ildefonso. Más tarde, al renunciar a su vocación inicial, continuó sus estudios en el Instituto Literario de Yucatán.
Trabajó como telegrafista, habiendo llegado a ser jefe de la oficina de Telégrafos Nacionales en el puerto de Progreso, en Yucatán. Fue presidente municipal de este Puerto en 1932.
Fue diputado al Congreso del Estado de Yucatán en 1935. Durante la administración del gobernador Humberto Canto Echeverría fungió como Tesorero del Estado y también como Oficial Mayor.
Fue elegido gobernador de Yucatán para el cuatrienio 1942-1946. En su administración se inició la construcción del Monumento a la Patria en el Paseo de Montejo de la ciudad de Mérida, habiéndosele encargado el proyecto escultórico al artista colombomexicano Rómulo Rozo. También fueron construidos el Parque de las Américas,  el Archivo General del Estado (AGEY) y el centro escolar Felipe Carrillo Puerto.
Fueron creadas durante la gestión de Novelo Torres la Orquesta Típica Yukalpetén y la Orquesta Sinfónica de Yucatán. También fue elaborada la Enciclopedia Yucatanense, encargándosele al historiador Carlos Echánove Trujillo la coordinación del proyecto de realización. Esta primera edición de la enciclopedia (la segunda habría de editarse en 1979 durante la administración del gobernador Francisco Luna Kan) fue realizada con la intención de conmemorar el IV centenario de la fundación de la ciudad de Mérida (6 de enero de 1544-1944).
Al culminar su tarea gubernativa fue elegido senador por el estado de Yucatán para la XL y XLI Legislatura del Congreso de la Unión de México. Al término de su mandato como senador retornó a Yucatán dedicándose a la vida privada.